# Club Bàsquet Boscos Ciutadella
El Club Bàsquet Boscos Ciutadella, sovint anomenat CB Boscos o simplement Es Boscos, és un club de bàsquet de Ciutadella de Menorca.

## Categories
Actualment (2016) entrenen i juguen les següents categories:
| FEMENÍ    | MASCULÍ  |
| --------- | -------- |
| Iniciació |          |
| Premini   |          |
| Mini      | Mini     |
| Infantil  | Infantil |
| Cadet     | Cadet    |
| Júnior    | Júnior   |
| Sènior    |          |

## Història
El club bàsquet Boscos Ciutadella neix al voltant dels anys seixanta al col·legi salesià Sant Francesc de Sales (Calós), a Ciutadella de Menorca. L'any 1961 va ser creat el club. Pels salesians, l'esport i el bàsquet en particular han estat des de sempre un valor essencial per a la formació dels joves.
Si els anys seixanta poden ser considerats com a iniciadors, els anys setanta i vuitanta destacaren per la consolidació com a club de bàsquet.
Després de l'època daurada del bàsquet al pati de Santa Clara i dels èxits al voltant de la dècada dels vuitanta, un nou cicle i una nova filosofia es desenvolupà en els anys noranta a Calós, entre altres coses amb el renaixement del bàsquet femení.
Els primers anys es pot parlar únicament d'una secció de bàsquet de nom 'Los Boscos'. Més endavant es va formar el club i l'entitat va començar a tenir identitat pròpia. Així va ser com es va anar fent lloc en el panorama esportiu de la localitat.
Tota la historia del club es troba detallada al llibre 50 anys de boscos.

## Instal·lacions
El Club Bàsquet Boscos està instal·lat al pavelló municipal de Calós, al carrer Maria Auxiliadora. El pavelló té una pista gran per a les categories infantils, cadets, júniors i sèniors; i dues pistes petites transversals per a les categories pre-mini i mini. També disposa d'una pista exterior. Té diferents vestidors i banys i una grada per a unes 150 persones.

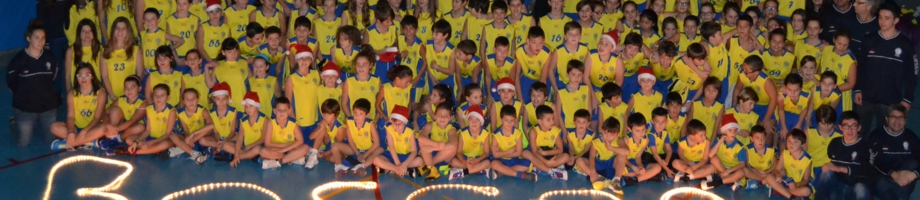